# 孤立無援
孤立無援（こりつむえん）は、後漢の時代の中国からの熟語。

## 概要
現在の自らが置かれている立場には仲間がおらずに一人ぼっちであり、そして自らを支援してくれるような者もいないような状態のことを意味する。

### 歴史
『後漢書』の斑超伝では、班超が戦っていたことについて述べられている。これによると75年には明帝が崩御して章帝が即位していた。このことに乗じて焉耆は漢に背いて西域都護の陳睦を殺害する。亀茲と姑墨は疏勒を攻撃する。この時の班超は疏勒にいて疏勒と共にこれらを防いで城を守ることができていた。このときの斑超の置かれていた立場というのが孤立無援であったと述べられている。